# Batman: Neînfricat și cutezător
Batman: Neînfricat și cutezător (engleză: Batman: The Brave and the Bold) este un serial de animație american bazat în parte pe revistele de benzi desenate DC Comics The Brave and the Bold. Ca și în reviste, în serial apar doi sau mai mulți eroi ce-și unesc forțele pentru a elucida mistere sau pentru a se lupta cu diverși infractori. Serialul a fost difuzat pentru prima dată în S.U.A. în data de 14 noiembrie 2008 și s-a terminat în 11 noiembrie 2011.
În România, serialul a avut premiera pe Cartoon Network în 11 ianuarie 2010.

## Premis
Batman, chiar și singur, este o forță deloc de neglijat. Dar când face echipă cu eroi precum Cărăbușul Albastru, Săgeata Verde sau Omul de plastic, niciun răufăcător nu le poate sta în cale!

## Personaje
- Batman - Singur, Batman e o forță cu care nu-i bine să te pui. Dar când Luptătorul cu Pelerină depășește limitele Orașului Gotham și se aliază cu eroi din tot universul, răufăcătorii nu mai au nicio șansă...
- Omul de plastic - Un fost răufăcător talentat care-și poate modela corpul în orice formă și mărime, acest erou flexibil poate răsturna în favoarea lui orice situație.
- Tornada Roșie - Cu super-forță, super-viteză și abilitatea de a crea tornade cu propriul corp, Tornada Roșie nu-i ceea ce-ai numi un android obișnuit!
- Cărăbușul Albastru - Cel mai mare fan al lui Batman, dar și cea mai mare bătaie de cap a acestuia... Însă răufăcătorii nu-i stau în cale acestui adolescent neobișnuit atunci când își pune costumul său blindat!
- Săgeata Verde - E cel mai mare arcaș al lumii, cu o tolbă plină de surprize. E maestru al săgeților înșelătoare și e chiar mai bun când se contrazice cu prietenul său de-o viață, Batman!
- Canarul Negru - O luptătoare corp la corp fermecătoare care dispune de o abilitate nemaiîntâlnită: produce valuri de sunete ce cutremură toți inamicii.

## Lansări DVD

Logo-ul Oficial

| Volumul | Data lansării     | Episoade |
| ------- | ----------------- | --- |
| 1       | 25 august 2009    | "The Rise of the Blue Beetle!" "Terror on Dinosaur Island!" "Evil Under the Sea!" "Invasion of the Secret Santas!"                          |
| 2       | 10 noiembrie 2009 | "Day of the Dark Knight!" "Enter the Outsiders!" "Dawn of the Dead Man!" "Fall of the Blue Beetle!"                                         |
| 3       | 2 februarie 2010  | "Journey to the Center of the Bat!" "The Eyes of Despero!" "Return of the Fearsome Fangs!" "Deep Cover for Batman!" "Game Over for Owlman!" |

## Episoade

### Sezonul 1: 2008 - 2009 (Statele Unite); 2010 (România)
| # | Titlu                                                                       | Premieră S.U.A.   | Premieră România |
| 1 | "Se naște Cărăbușul Albastru!" ("Rise of the Blue Beetle!")                 | 14 noiembrie 2008 | 11 ianuarie 2010 |
| Batman și Cărăbușul Albastru pleacă pe o planetă îndepărtată, unde se luptă cu Kanjar Ro, care folosește ființe de-acolo drept combustibil. |                                                                             |                   |                  |
| 2 | "Teroare pe Insula Dinozaurilor!" ("Terror on Dinosaur Island!")            | 21 noiembrie 2008 | 12 ianuarie 2010 |
| Când Gorila Grodd creează o mașină pe Insula Dinozaurilor care transformă oamenii în primate, este de datoria lui Batman și Plastic Man să salveze situația. |                                                                             |                   |                  |
| 3 | "Răul de sub mare!" ("Evil Under the Sea!")                                 | 5 decembrie 2008  | 13 ianuarie 2010 |
| Batman investighează activitățile seismice din jurul Atlantidei și îi face o vizită lui Aquaman, care nu știe că fratele lui, Orm conspiră cu Black Manta să cucerească Atlantida. Aquaman și Batman își unesc forțele și luptă împotriva lui Black Manta. |                                                                             |                   |                  |
| 4 | "Invazia Moșului Secret!" ("Invasion of the Secret Santas!")                | 12 decembrie 2008 | 14 ianuarie 2010 |
| Batman se aliază cu Red Tornado și luptă contra lui Fun Haus, care plănuiește să ruineze Crăciunul cu armata sa de jucării. |                                                                             |                   |                  |
| 5 | "Ziua Cavalerului Negru!" ("Day Of The Dark Knight!")                       | 2 ianuarie 2009   | 15 ianuarie 2010 |
| După bătălia din Iron Heights Prison, Batman și Săgeată Verde sunt transportați în Evul Mediu de către Merlin. Sunt duși acolo ca să găsească Sabia Excalibur care-o să-i ajute s-o-nvingă pe Morgaine le Fey. |                                                                             |                   |                  |
| 6 | "Gașca Neadaptaților!" ("Enter the Outsiders!")                             | 9 ianuarie 2009   | 17 ianuarie 2010 |
| Batman și mentorul său Wildcat se luptă cu trei adolescenți cu super-puteri cunoscuți ca Gașca Neadaptaților, care sunt influențați de Slug. |                                                                             |                   |                  |
| 7 | "Răsăritul Celor Morți!" ("Dawn of the Dead Man!")                          | 16 ianuarie 2009  | 18 ianuarie 2010 |
| Când sfârșește îngropat de viu de către Gentleman Ghost, Batman folosește o meditație specială să-și părăsească corpul și se-ntâlnește cu Mortul. Cu câteva trucuri învățate de la acesta, Batman reușește să iasă din mormânt înainte să rămână fără aer, ajutat de Săgeată Verde și Speedy. Astfel îl pot opri pe Gentleman Ghost de la crearea unei armate de scheleți. |                                                                             |                   |                  |
| 8 | "Căderea Cărăbușului Albastru!" ("Fall of the Blue Beetle!")                | 23 ianuarie 2009  | 19 ianuarie 2010 |
| Doi ani mai târziu, actualul Cărăbuș Albastru își caută originile urmărind lupta dintre Batman și Doctor Polaris. Acest lucru îl conduce în orașul Hub și la ascunzătoarea Cărăbușului Albastru. Folosind vehiculul de zbor al lui Ted, Jaime se regăsește pe o insulă a Științei, unde se confruntă cu Jarvis Kord (ce se dă drept Ted Kord). El îi cere Cărăbușului să activeze o armată de roboți pacifiști. Planul lui adevărat este să cucerească lumea și să pună capăt războaielor. |                                                                             |                   |                  |
| 9 | "Călătorie spre Centrul Batman!" ("Journey to the Center of the Bat!")      | 30 ianuarie 2009  | 20 ianuarie 2010 |
| Când Batman este lovit de o boală în timpul unei lupte cu Chemo (controlat de Brain), Atomul trebuie să se miniaturizeze și să intre alături de Aquaman în corpul Cavalerului Întunericului ca să-l vindece. |                                                                             |                   |                  |
| 10 | "Ochii lui Despero!" ("The Eyes of Despero!")                               | 6 februarie 2009  | 21 ianuarie 2010 |
| După înfrângerea Cavalerului, Batman se aliază cu ultimii membri rămași din Corporația Lanternei Verzi (Guy Gardner, G'nort, și Sinestro), când dictatorul extraterestru Despero plănuiește să controleze Planeta Vie Mogo și s-o folosească ca să stăpânească universul. |                                                                             |                   |                  |
| 11 | "Întoarcerea Colților Fioroși!" ("Return of the Fearsome Fangs!")           | 20 februarie 2009 | 22 ianuarie 2010 |
| După oprirea jefuitorului de bănci Top, Batman își unește forțele cu Tigrul de Bronz ca să-mpiedice Trioul Teribil să fure un totem antic din Templul Wudang din China. |                                                                             |                   |                  |
| 12 | "Batman sub Acoperire!" ("Deep Cover for Batman!")                          | 27 februarie 2009 | 23 ianuarie 2010 |
| Ca să se infiltreze în Sindicatul Nedreptății dintr-o lume paralelă, Batman se deghizează folosind costumul inamicului său Bufnița (pe care-l bătuse și îl închisese într-o celulă din Peșteră). Reușește să pătrundă în Sindicatul Nedreptății, îl salvează pe Capă Roșie și împreună cu alți eroi (dușmanii lui Batman pe Pământ) se luptă cu super-răufăcătorii de pe acea planetă (prietenii lui pe Pământ). |                                                                             |                   |                  |
| 13 | "Game Over Bufniță!" ("Game Over for Owlman!")                              | 6 martie 2009     | 24 ianuarie 2010 |
| Pe Pământ, Bufniță se eliberează singur din celula din Peșteră, fură costumul original al lui Batman și comite crime cu ajutorul tuturor răufăcătorilor (Black Manta, Brain, Regele Ceas, Doctor Polaris, Fantoma Gentilom, și Gorila Grodd). Batman, întors din lumea paralelă, este acum vânat de prietenii lui. Când Bufniță decide să folosească eroii ca ostatici în scopul de a recăpăta Oscilatorul Fazic, Batman trebuie să se alieze cu inamicul său de moarte, Jokerul și să-i salveze până nu-i prea târziu. |                                                                             |                   |                  |
| 14 | "Mister în Spațiu!" ("Mystery in Space!")                                   | 13 martie 2009    | 25 ianuarie 2010 |
| Aquaman (abătut după ce fusese incapabil să oprească vânătoarea unor balene în Marea Bering) îl însoțește pe Batman pe planeta Rann ca să-l ajute pe eroul spațial Adam Strange să-l împiedice pe Generalul Gordanienilor Kreegar să obțină Ochiul lui Zared și să distrugă Rann. |                                                                             |                   |                  |
| 15 | "Încercările Demonului!" ("Trials of the Demon!")                           | 20 martie 2009    | 26 ianuarie 2010 |
| După lupta cu Crazy Quilt, Batman este trimis în secolul 19 în Londra ca să-l ajute pe Jason Blood când este învinovățit pentru o serie de crime comise de Gentilom Jim Craddock care fură suflete pentru Astaroth pentru nemurire. Etrigan și Batman beneficiază de ajutorul legendarului Sherlock Holmes și al Dr. Watson în investigațiile lor. |                                                                             |                   |                  |
| 16 | "Noaptea Vânătorii!" ("Night of the Huntress!")                             | 8 mai 2009        | 27 ianuarie 2010 |
| Cu ajutorul Cărăbușului Albastru și al lui Huntress, Batman oprește activitățile criminale ale lui Babyface și ale soției sale Doamna Manface (care încearcă să reîntregească vechia lor bandă din Penitenciarul Blackgate). Între timp, Cărăbușul Albastru este oarecum pasionat de Huntress. |                                                                             |                   |                  |
| 17 | "Amenințarea Trogloditului Cuceritor!" ("Menace of the Conqueror Caveman!") | 15 mai 2009       | 28 ianuarie 2010 |
| Venind din secolul 25, Booster Gold călătorește înapoi în timp să se alăture lui Batman și să devină un erou admirat de toată lumea. În căutarea lui de faimă, urmărindu-l pe Batman, oprindu-i pe Punch și Jewelee, neintenționat îi permite trogloditului nemuritor Kru'll Cel Veșnic să-și ducă la capăt infamul său plan. |                                                                             |                   |                  |
| 18 | "Culoarea Răzbunării!" ("The Color of Revenge!")                            | 22 mai 2009       | 29 ianuarie 2010 |
| În prezent, Batman și Robin se aliază iarăși...dar este diferit de când Robin a plecat de lângă Batman. Când Quilt Nebunul se răzbună pe Robin pentru că l-a orbit, este de datoria Dinamicului Duo să salveze situația înc-o dată! |                                                                             |                   |                  |
| 19 | "Legendele Căpușei Negre!" ("Legends of the Dark Mite!")                    | 29 mai 2009       | 30 ianuarie 2010 |
| Căpușa-Liliac, cel mai mare fan al lui Batman din a cincea Dimensiune, apare și își răpește idolul intenționând să facă din Batman un erou mai bun. NOTĂ: În acest episod, este o scenă înfățișând desenul cu Daffy Duck The Great Piggy Bank Robbery reprezentând câțiva dintre inamicii lui Batman. De asemenea, trebuie punctat faptul că unul dintre răufăcătorii cu care Daffy s-a confruntat se numea "Bat-Man" ("Omul-Liliac"). |                                                                             |                   |                  |
| 20 | "Trăiască Tornado Tyrant!" ("Hail the Tornado Tyrant!")                     | 5 iunie 2009      | 31 ianuarie 2010 |
| Simțindu-se singur, Tornadă Roșie își construiește propriul său fiu robotizat pe nume Tornado Champion căruia-i lipsește un singur lucru: emoții umane. Oricum, experimentul o ia razna când Dezastru apare, și Champion devine Tornado Tyrant. |                                                                             |                   |                  |
| 21 | "Duelul Trișorilor!" ("Duel of the Double Crossers!")                       | 12 iunie 2009     | 1 februarie 2010 |
| Mongul îi salvează viața lui Jonah Hex dar apoi îl forțează să lucreze ca vânătorul lui de recompense cu scopul de a recruta soldați pentru Warworld. Când este trimis după Batman, Hex îl urmărește cum se luptă cu Zebra-Man, îl capturează pe Batman și îi dezvăluie faptul că el trebuie să scape de o datorie care-o să-i permită să se-ntoarcă în timpul său. În Warworld, Batman se bate cu Steppenwolf în arena gladiatorilor a lui Mongul, și Hex se confruntă cu sora acestuia, Mongal precum și cu Lashina și Stompa. |                                                                             |                   |                  |
| 22 | "'" ("Last Bat On Earth!")                                                  | 19 iunie 2009     | 2 februarie 2010 |
| Batman îl urmărește pe Gorila Grodd în viitor (care folosea tehnologia Profesorului Carter Nichols) și se aliază cu Kamandi ca să-l oprească. Când Gorila Grodd preia conducerea Oamenilor Gorilă din Ramjam, Batman încearcă să-l convingă pe tatăl Prințului Tuftan, Marele Caesar să-l ajute în lupta cu Gorila Grodd. NOTĂ: Două dintre creaturile cu care Batman se confruntă în timpul aventurii sale includ două personaje care fac referire indirect la Titano (uriașa gorilă Tiny care era înfățișată într-una din publicările revistelor Kamandi) și Liliacul-Om (tribul Oamenilor Liliac cu care Batman se luptă în Peșteră). |                                                                             |                   |                  |
| 23 | "Când OMAC Atacă!" ("When OMAC Attacks!")                                   | 16 octombrie 2009 | 3 februarie 2010 |
| Echinox îl folosește pe omul de metal Shrapnel ca să atace un oraș, dar Batman și soldatul operativ de la GPA, OMAC, se aliază cu scopul să-l oprească. |                                                                             |                   |                  |
| 25 | "Soarta lui Echinox!" ("The Fate of Equinox!")                              | 13 noiembrie 2009 | 4 februarie 2010 |
| Echinox încearcă să remodeleze universul după bunul său plac, fapt care-i determină pe Batman, Doctor Soartă și alți eroi să lucreze împreună și să-l oprească. |                                                                             |                   |                  |
| 24 | "Teroarea Dirijorului!" ("Mayhem of the Music Meister!")                    | 23 octombrie 2009 | 5 februarie 2010 |
| Dirijorul folosește puterea sa ca să controleze oamenii cu muzică și ca să stăpânească lumea, dar Batman, Canarul Negru, Aquaman și Săgeată Verde se ridică împotriva lui. |                                                                             |                   |                  |
| 26 | "Intră Neadaptații!" ("Inside the Outsiders!")                              | 6 noiembrie 2009  | 6 februarie 2010 |
| Aflând că Gașca Neadaptaților lipsește, Batman pleacă în căutarea ei, însă trebuie să-l oprească pe Psiho-Pirat înainte ca acesta să le ia toată puterea. |                                                                             |                   |                  |

### Sezonul 2: 2009–2011 (Statele Unite); 2011 (România)
| Premiera în România | Nr | Titlu român                                               | Titlu englez                                 |
| ------------------- | -- | --------------------------------------------------------- | -------------------------------------------- |
|                     |    |                                                           |                                              |
| 10.01.2011          | 27 | Brațul lung al legii!                                     | Long Arm of the Law!                         |
|                     |    |                                                           |                                              |
| 11.01.2011          | 28 | Răzbunarea lui Reach!                                     | Revenge of the Reach!                        |
|                     |    |                                                           |                                              |
| 12.01.2011          | 29 | Cursa mortală spre uitare!                                | Death Race to Oblivion!                      |
|                     |    |                                                           |                                              |
| 13.01.2011          | 30 | Scandaloasa aventură a lui Aquaman!                       | Aquaman’s Outrageous Adventure!              |
|                     |    |                                                           |                                              |
| 14.01.2011          | 31 | Era de aur a dreptății!                                   | The Golden Age of Justice!                   |
|                     |    |                                                           |                                              |
| 17.01.2011          | 32 | Înfruntarea oamenilor de metal!                           | Clash of the Metal Men!                      |
|                     |    |                                                           |                                              |
| 18.01.2011          | 33 | Liliacul divizat!                                         | A Bat Divided!                               |
|                     |    |                                                           |                                              |
| 19.01.2011          | 34 | Adunarea partenerilor!                                    | Sidekicks Assemble!                          |
|                     |    |                                                           |                                              |
| 20.01.2011          | 35 | Super Batman de pe Planeta X!                             | The Super-Batman of Planet X!                |
|                     |    |                                                           |                                              |
| 21.01.2011          | 36 | Puterea lui Shazam!                                       | The Power of Shazam!                         |
|                     |    |                                                           |                                              |
| 24.01.2011          | 37 | Fiorul nopții!                                            | Chill of the Night!                          |
|                     |    |                                                           |                                              |
| 25.01.2011          | 38 | Gorile printre noi!                                       | Gorillas In Our Midst!                       |
|                     |    |                                                           |                                              |
| 26.01.2011          | 39 | Asediul lui Starro!                                       | The Siege of Starro!                         |
| 27.01.2011          | 40 | Asediul lui Starro!                                       | The Siege of Starro!                         |
|                     |    |                                                           |                                              |
| 28.01.2011          | 41 | Parastas pentru Flash!                                    | Requiem for a Scarlet Speedster!             |
|                     |    |                                                           |                                              |
| 31.01.2011          | 42 | Ultima patrulă!                                           | The Last Patrol!                             |
|                     |    |                                                           |                                              |
| 01.02.2011          | 43 | Masca lui Matches Malone!                                 | The Mask of Matches Malone!                  |
|                     |    |                                                           |                                              |
| 02.02.2011          | 44 | Amenințarea lui Madniks!                                  | Menace of the Madniks!                       |
|                     |    |                                                           |                                              |
| 03.02.2011          | 45 | Jokerul împărat!                                          | Emperor Joker!                               |
|                     |    |                                                           |                                              |
| 04.02.2011          | 46 | Conspirația Zig-Zag!                                      | The Criss Cross Conspiracy!                  |
|                     |    |                                                           |                                              |
| 07.02.2011          | 47 | Năpasta prototipurilor!                                   | The Plague of the Prototypes!                |
|                     |    |                                                           |                                              |
| 08.02.2011          | 48 | Strigăt pentru libertate!                                 | Cry Freedom Fighters!                        |
|                     |    |                                                           |                                              |
| 09.02.2011          | 49 | Cavalerii de mâine!                                       | The Knights of Tomorrow!                     |
|                     |    |                                                           |                                              |
| 10.02.2011          | 50 | Coboară întunericul!                                      | Darkseid Descending!                         |
|                     |    |                                                           |                                              |
| 11.02.2011          | 51 | Bat-Mite prezintă: cele mai bizare cazuri ale lui Batman! | Bat-Mite Presents: Batman's Strangest Cases! |
|                     |    |                                                           |                                              |
| 14.02.2011          | 52 | Diabolicul Mr. Mind!                                      | The Malicious Mr. Mind!                      |
|                     |    |                                                           |                                              |

### Sezonul 3: 2011 (Statele Unite); 2012 (România)
| Premiera în România | Nr | Titlu român                                | Titlu englez                        |
| ------------------- | -- | ------------------------------------------ | ----------------------------------- |
|                     |    |                                            |                                     |
| 13.02.2012          | 53 | Jokerul nedrebnic și ticălos!              | Joker: The Vile and the Villainous! |
|                     |    |                                            |                                     |
| 14.02.2012          | 54 | Umbra liliacului!                          | Shadow of the Bat!                  |
|                     |    |                                            |                                     |
| 15.02.2012          | 55 | Noaptea Batmanilor!                        | Night of the Batman!                |
|                     |    |                                            |                                     |
| 16.02.2012          | 56 | Dispreţul safirului stelar!                | The Scorn of Star Sapphire!         |
|                     |    |                                            |                                     |
| 17.02.2012          | 57 | Bătălia supereroilor!                      | Battle of the Superheroes!          |
|                     |    |                                            |                                     |
| 20.02.2012          | 58 | Pauză de răzbunare!                        | Time Out for Vengeance!             |
|                     |    |                                            |                                     |
| 21.02.2012          | 59 | Sabia atomului!                            | Sword of the Atom!                  |
|                     |    |                                            |                                     |
| 22.02.2012          | 60 | Triumviratul terorii!                      | Triumvirate of Terror!              |
|                     |    |                                            |                                     |
| 23.02.2012          | 61 | Începuturi îndrăznețe!                     | Bold Beginnings!                    |
|                     |    |                                            |                                     |
| 24.02.2012          | 62 | Fără putere!                               | Powerless!                          |
|                     |    |                                            |                                     |
| 27.02.2012          | 63 | Criza: 22.300 de mile deasupra pământului! | Crisis: 22,300 Miles Above Earth!   |
|                     |    |                                            |                                     |
| 28.02.2012          | 64 | Spectacol cu patru stele!                  | Four Star Spectacular!              |
|                     |    |                                            |                                     |
| 29.02.2012          | 65 | Căderea lui Mite!                          | Mitefall!                           |
|                     |    |                                            |                                     |

## Revistele de benzi desenate
În ianuarie 2009, prima publicare Batman: the Brave and the Bold a fost realizată. Revista urmărește același format ca și show-ul, începând cu un rezumat scurt nerelatat restului publicării. Fiecare ediție se termină cu "Secret Batfiles" ("Dosarele Secrete ale Liliacului") care dezvăluie un mic profil al principalului erou/răufăcător. Câțiva autori au contribuit la editarea revistelor, incluzându-i pe Matt Wayne, J. Torres și Landry Walker.

### Personaje auxiliare

O parte din inamicii lui Batman

Câteva dintre personajele DC care au apărut în revistă trebuie să-și facă apariția și în serial, sau nu pot apărea ca urmare a motivelor juridice. Spre deosebire de desenele animate, revista nu are limită pentru numărul de personaje folosite. Fata Șoim este de asemenea programată să apară în curând.
- Angel O'Day și Sam Simeon
  - Batman The Brave and the Bold #13
- Animal-Vegetable-Mineral Man
  - Batman The Brave and the Bold #7
- Carapax
  - Batman The Brave and the Bold #1
- Circe
  - Batman The Brave and the Bold #7
- Doctor Cyber
  - Batman The Brave and the Bold #4
- Doctor Occult
  - Batman The Brave and the Bold #9
- Doctor Psycho
  - Batman The Brave and the Bold #3
- Doom Patrol Roll Call: Beast Boy, The Chief, Elasti-Girl, Negative Man și Robotman 
  - Batman The Brave and the Bold #7
- Flash
  - Batman The Brave and the Bold #15
- G.I. Robot
  - Batman The Brave and the Bold #6
- General Immortus
  - Batman The Brave and the Bold #6-7
- Great Ten
  - Batman The Brave and the Bold #8
- Haunted Tank
  - Batman The Brave and the Bold #5
- Hugo Strange
  - Batman The Brave and the Bold #10
- Kid Eternity
  - Batman The Brave and the Bold #6
- Killer Croc
  - Batman The Brave and the Bold #3
- Lex Luthor
  - Batman The Brave and the Bold #1
- Mad Mod
  - Batman The Brave and the Bold #7
- Mento
  - Batman The Brave and the Bold #9
- The Moon Gang
  - Batman The Brave and the Bold #10
- Olympian
  - Batman The Brave and the Bold #7
- Power Girl
  - Batman The Brave and the Bold #1
- Queen of Fables
  - Batman The Brave and the Bold #5
- Rip Hunter
  - Batman The Brave and the Bold #4
- Rising Sun
  - Batman The Brave and the Bold #8
- Sargon the Sorcerer
  - Batman The Brave and the Bold #9
- Shining Knight
  - Batman The Brave and the Bold #6
- Sugar și Spike
  - Batman The Brave and the Bold #4
- Superman
  - Batman The Brave and the Bold #2
- The Key
  - Batman The Brave and the Bold #5
- The Thinker 
  - Batman The Brave and the Bold #2
- The Toyman
  - Batman The Brave and the Bold #2
- The Ultra-Humanite
  - Batman The Brave and the Bold #3
- The Vigilante
  - Batman The Brave and the Bold #6
- Viking Prince
  - Batman The Brave and the Bold #6
- Void
  - Batman The Brave and the Bold #9
- Wonder Woman
  - Batman The Brave and the Bold #3
- Zatanna
  - Batman The Brave and the Bold #9

## Coloana sonoră
În episodul "Mayhem of the Music Meister" ("Teroarea Dirijorului"), o coloană sonoră specifică acestui episod a fost realizată în data de 24 octombrie 2009.